# Plini
Пліній Ресслер-Голґейт (нар. 1992 або 1993), відомий під мононімом Plini — австралійський гітарист та автор пісень. Він почав свою кар'єру, випускаючи музику під псевдонімом Halcyon, а потім перейшов на використання свого імені. Стів Вай описав його «майбутнім виняткової гри на гітарі», а сайт MusicRadar назвав Plini найкращим прог-гітаристом 2017 року.
Пліні випустив трилогію мініальбомів (Other Things та Sweet Nothings у 2013 році, The End of Everything у 2015 році). Його дебютний альбом Handmade Cities, який Вай описав як "один з найкращих, далекоглядних, мелодійних, ритмічно та гармонійно глибоких інструментальних гітарних записів, вийшов у 2016 році. Мініальбом Sunhead вийшов у 2018 році, другий повноформатний альбом Impulse Voices вийшов у 2020 році.

## Вплив
Одним з тих, хто вплинув на Пліні, був Джо Сатріані. Пліні сказав в інтерв'ю: «Що відрізняло гру Джо з-поміж інших, так це його здатність створювати прості і привабливі мелодії та формулювати їх настільки досконало, що йому не доводиться покладатися на яскраві пасажі і круті трюки, щоб зберегти цікавість формату інструментальних пісень. Сподіваюся, колись ми влаштуємо джем-сесію!» В іншому інтерв'ю Пліні заявив, що Сатріані «дуже надихнув мене, тому дуже круто, коли мені кажуть, що люди можуть це почути».

## Суперечка з Doja Cat
Виконання Doja Cat «Say So» у 2020 році на церемонії MTV Europe Music Awards було розкритиковане, коли деякі глядачі відзначили, що гітарне соло у виконанні було ідентичним до пісні Пліні «Handmade Cities» 2016 року. Наступного місяця Пліні повідомив, що Доджа Кет написала йому повідомлення з вибаченнями у соціальній мережі.

## Дискографія

### Студійні альбоми
- Handmade Cities (2016)
- Impulse Voices (2020)[8]

### Мініальбоми
- Pastures (як Halcyon) (2011)[16]
- Other Things (2013)[17]
- Sweet Nothings (2013)[18]
- I (спліт-альбом з Sithu Aye) (2013)[19]
- The End of Everything (2015)[20]
- Sunhead (2018)[21]
- Mirage (2023)[22]

### Сингли
- «Moonflower» (2012)
- «1745 7381 3265 2578» (2013)
- «Cloudburst» (2013)
- «Atlas» (2014)
- «Ko Ki» (2014)
- «Every Piece Matters» (2016)
- «Salt + Charcoal» (2018)
- «Birds / Surfers» (2020)
- «I'll Tell You Someday» (2020)[23]
- «Papelillo» (2020)[24]

### Внески
- «The Argument of Periapsis» Abstraction (Cloudyhead, 2012)
- «Particles Collide» Invent the Universe (Sithu Aye, 2012)
- «Pulse, Pt. 1» Pulse (Sithu Aye, 2014)
- «Sailing Stone» Meridian (The Helix Nebula, 2014)
- «Ode to the Vulture» The Sapling (Trees on Mars, 2014)
- «The Constant» Guiding Light (Skyharbor, 2014)
- «Matrisphere» Samsara (Wide Eyes, 2014)
- «Run» Wishful Lotus Proof (Якуб Зитецький, 2015)
- «Earthshine» Journey to the Stars (Widek, 2015)
- «Water Drops» The Ocean Atlas (Modern Day Babylon, 2015)
- «5:12 AM» Souvenirs (Novelists, 2015)
- «Libra» The Shape of Colour (Intervals, 2015)
- «Decimator» Tearing Back the Veil I: Ascension (Lithium Dawn, 2015)
- «Malaise» (Oceill, 2016)
- «Violet» Tiny, Little Light (Umi, 2016)
- «New Pyramids» The Impressionist (Hedras, 2017)
- «Asilon» Honest Oblivion (Scoredatura, 2018)
- «Blue Angel» (Адам «Ноллі» Ґетґуд з Periphery, 2019)
- «Wounded Wings» Ruins (Деніель Томпкінс з Tesseract, 2020)
- «I Stand Alone» The Ritual (King Mothership, 2020)
- «Planet Geisha I (Remix)» Sacred Geometry 2020 (Cartoon Theory, 2020)
- «Push» Push (Майк Доус, 2021)
- «Immaterial» Electricity Downtown (V I C E S, 2021)
- «Bergamot» (Коннор Камінські, 2022)
- «Sunset» (Тім Генсон і Корі Вонг, 2022)

### National Live Music Awards
Національна премія в галузі живої музики (National Live Music Awards, NLMA) — це широке визнання різноманітної австралійської концертної індустрії, що відзначає успіх австралійської концертної сцени. Нагороди були започатковані у 2016 році.
| Рік                             | Номіновано | Нагорода                   | Результат |
| ------------------------------- | ---------- | -------------------------- | --------- |
| National Live Music Awards 2018 | Plini      | Live Guitarist of the Year | Номінація |